# 明日のプリズム
『明日のプリズム』（あしたのプリズム）は、平野綾の3作目のシングルである。Lantisより2006年9月6日に発売。
平野の楽曲としては初のノンタイアップ曲である。2008年現在、このシングルからLantis在籍までのカップリング曲は全て黒須克彦が作曲している。

## 収録曲
全作詞：こだまさおり
1. 明日のプリズム [3:57]
作曲：前澤寛之[1][2]、編曲：加藤大祐[1][2]
2. ヨロコビの歌 [4:38]
作曲・編曲：黒須克彦[1][2]
3. 明日のプリズム (off vocal)
4. ヨロコビの歌 (off vocal)

## 収録作品
| 曲名           | 収録作品名                                          | 作品種類               | 発売日        | 備考                      |
| -------------- | --------------------------------------------------- | ---------------------- | ------------- | ------------------------- |
| 明日のプリズム | RIOT GIRL                                           | オリジナルアルバム     | 2008年7月16日 | 1stオリジナルアルバム     |
| 明日のプリズム | 1st LIVE 2008 RIOT TOUR LIVE DVD                    | ライブ・ビデオ         | 2009年2月25日 | 1stライブ・ビデオ         |
| 明日のプリズム | AYA HIRANO Special LIVE 2010 〜Kiss me〜            | ライブ・ビデオ         | 2011年5月2日  | 3rdライブ・ビデオ         |
| 明日のプリズム | AYA HIRANO Music Clip Collection vol.1              | ミュージッククリップ集 | 2009年9月9日  | 1stミュージッククリップ集 |
| ヨロコビの歌   | RIOT GIRL                                           | オリジナルアルバム     | 2008年7月16日 | 1stオリジナルアルバム     |
| ヨロコビの歌   | AYA MUSEUM                                          | ベストアルバム         | 2011年5月25日 | 1stベストアルバム         |
| ヨロコビの歌   | 1st LIVE 2008 RIOT TOUR LIVE DVD                    | ライブ・ビデオ         | 2009年2月25日 | 1stライブ・ビデオ         |
| ヨロコビの歌   | 2nd LIVE TOUR 2009 スピード☆スターツアーズ LIVE DVD | ライブ・ビデオ         | 2010年6月23日 | 2ndライブ・ビデオ         |
| ヨロコビの歌   | AYA HIRANO Special LIVE 2010 〜Kiss me〜            | ライブ・ビデオ         | 2011年5月2日  | 3rdライブ・ビデオ         |